# Strażnica WOP Zieleniec
Strażnica Wojsk Ochrony Pogranicza Grunwald/Zieleniec – nieistniejący obecnie pododdział Wojsk Ochrony Pogranicza pełniący służbę graniczną na granicy polsko-czechosłowackiej.

Strażnica Straży Granicznej w Zieleńcu – nieistniejąca obecnie graniczna jednostka organizacyjna Straży Granicznej realizująca zadania bezpośrednio w ochronie granicy państwowej z Czechosłowacją/Republiką Czeską.

## Formowanie i zmiany organizacyjne
Strażnica została sformowana w 1945 w strukturze 51 komendy odcinka jako 239 strażnica WOP (Grunwald) o stanie 56 żołnierzy. Kierownictwo strażnicy stanowili: komendant strażnicy, zastępca komendanta do spraw polityczno-wychowawczych i zastępca do spraw zwiadu. Strażnica składała się z dwóch drużyn strzeleckich, drużyny fizylierów, drużyny łączności i gospodarczej. Etat przewidywał także instruktora do tresury psów służbowych oraz instruktora sanitarnego.
W marcu 1946 wydzielono ze strażnicy placówkę w Podgórzu.
Początkowo 239 strażnica WOP Grunwald stacjonowała w dawnym schronisku Hindenburgbaude i 11 sierpnia 1948 wojsko opuściło obiekt.
Od 15 marca 1954 wprowadzono nową numerację strażnic, a strażnica WOP Zieleniec otrzymała nr 248 w skali kraju. 
W 1956 rozpoczęto numerowanie strażnic na poziomie brygady. Strażnica II kategorii Zieleniec była 12. w 5 Brygadzie Wojsk Ochrony Pogranicza. 
W 1958 miała nr 14. W 1960, po kolejnej zmianie numeracji, strażnica posiadała numer 15 i zakwalifikowana była do kategorii IV w 5 Sudeckiej Brygadzie WOP . W 1964 strażnica WOP nr 14 Zieleniec uzyskała status strażnicy lądowej i zaliczona została do III kategorii.
Rozkazem organizacyjnym dowódcy WOP nr 088 z 9 lipca 1964 rozformowano strażnicę WOP III kategorii Zieleniec o stanach 48 wojskowych. W jej miejscu sformowano placówkę WOP II kategorii Zieleniec o stanie 6 wojskowych.
Straż Graniczna:

15 maja 1991 po rozwiązaniu Wojsk Ochrony Pogranicza, 16 maja 1991 strażnica w Zieleńcu weszła w podporządkowanie Sudeckiego Oddziału Straży Granicznej i przyjęła nazwę Strażnica Straży Granicznej w Zieleńcu.
W ramach III etapu realizacji programu dostosowania Straży Granicznej do standardów Schengen, w 2003 nastąpiło zniesie strażnicy SG w Lasówce, a ochraniany odcinek przejęła Strażnica SG w Zieleńcu .
Jako Strażnica Straży Granicznej w Zieleńcu funkcjonowała do 23 sierpnia 2005, a od 24 sierpnia 2005 jako Placówka Straży Granicznej w Dusznikach-Zdroju (PSG w Dusznikach-Zdroju) .

## Ochrona granicy
Straż Graniczna:
- 1997 – 2 lipca na odcinku strażnicy zostało uruchomione przejście graniczne na szlaku turystycznym Zieleniec-Masarykova chata, w którym odprawę graniczną i celną osób towarów i środków transportu realizowali funkcjonariusze strażnicy.

Strażnice sąsiednie:
- 238 strażnica WOP Langenbruck ⇔ 240 strażnica WOP Lewin – 1946
- strażnica WOP Lasówka ⇔ strażnica WOP Kocioł – 1957

## Dowódcy strażnicy
- st. sierż Józef Ślęzak (w 1951)
- ppor. Jan Stefaniak (w 1952)
- Stanisław Solarz (od 1952)
- Józef Kuna (15.08.1961–31.08.1962)[12].